# مارکو پیگوسی
مارکو پیگوسی (انگلیسی: Marco Pigossi؛ زادهٔ ۱ فوریهٔ ۱۹۸۹) بازیگر تلویزیون، سینما، تئاتر، شناگر، و تهیه‌کننده فیلم اهل برزیل است. وی از سال ۲۰۰۴ میلادی تاکنون مشغول فعالیت بوده‌است.
از فیلم‌ها یا برنامه‌های تلویزیونی که وی در آن نقش داشته‌است می‌توان به تایدلندز، جزر و مد اشاره کرد.